# گروه ویستری
گروه ویستری (انگلیسی: Vistry Group) شرکت املاک بریتانیایی است، که در سال ۱۹۶۵ تأسیس شد.